# Gettrup Mark (Ulsted Sogn)
 For alternative betydninger, se Gettrup Mark. (Se også artikler, som begynder med Gettrup Mark)
Gettrup Mark i Ulsted Sogn i Aalborg Kommune er en udstykning fra hovedgården Gettrup. Udstykningen påbegyndtes i 1909.
|  | Denne artikel om lokaliteten Gettrup Mark (Ulsted Sogn) kan blive bedre, hvis der indsættes et (bedre) billede. Du kan hjælpe ved at afsøge Wikimedia Commons for et passende billede eller lægge et op på Wikimedia Commons med en af de tilladte licenser og indsætte det i artiklen. |

|  | Denne artikel kan blive bedre, hvis der indsættes geografiske koordinater Denne artikel omhandler et emne, som har en geografisk lokation. Du kan hjælpe ved at indsætte koordinater i wikidata. |